# Жан-Клод Еллена
Жан-Клод Еллена (нар. 1947, Грасс, Франція ) — французький парфумер і письменник.

## Кар'єра
У ранньому дитинстві Ж.-К. Еллена зі своєю бабусею у Грассе збирав жасмин для продажу парфумерам. Почавши з чорної роботи, він у 16 років став учнем на фабриці виробника ефірних олій Антуана Шірі в Грассі, працюючи в нічну зміну . Він згадував: 
«Серед інших ефірних олій ми робили багато дубового моху, і після того, як я вмикав дистилятор, я лягав на ліжко і спав».
У 1968 році він стає першим студентом новоствореної на той час школи парфумерії Givaudan, однієї з найстаріших парфумерних фабрик у Женеві, Швейцарія . у 1976 році він залишає Givaudan разом з двома іншими парфумерами для роботи у Lautier у Грассі. У 1983 році він стає головним парфюмером у Givaudan Paris та Roure-Givandan, а потім працює у Haarmaan & Reimer у Парижі (що об’єдналися в 2003 році з Dragoco, щоб сформувати Symrise). У 1990 році він став одним із засновників Osmothèque, міжнародного архіву ароматів у Версалі.
На Ж.-К. Еллену глибоко вплинув парфумер-новатор Едмонд Рудницька, зокрема його стаття «Порада молодому парфумеру» в журналі, який подарував йому його батько.
З 2004 по 2016 рік він був ексклюзивним парфумером дому Hermès , призначеним Жаном-Луї Дюма та Веронікою Готьє. Він створював аромати для кількох великих парфумерних домів, у тому числі The Different Company, яку він заснував перед тим, як приєднатися до Hermès. Його донька Селін Еллена зараз створює парфуми для The Different Company.
У 2005 році Ж.-К. Еллена створив парфум Un Jardin sur le Nil для Hermès. Історія створення цього аромату була темою книги Чендлера Берра «Ідеальний аромат: рік у парфумерній індустрії в Парижі та Нью-Йорку». Крім того, коротка історія, описи інших запахів, а також автобіографія Ж.-К. Еллена були опубліковані в Perfume: The Alchemy of Scent . Ж.-К. Еллена автор книги «Щоденник одного носа: рік із життя парфумера».

### Після Hermes
Ж.-К. Еллена залишив Hermes у 2016 році, а швейцарський хімік і парфумер Крістін Нагель замінила його на посаді внутрішнього парфумера Hermes. Останніми ароматами Ж.-К. Еллени для Hermes були Eau de Néroli Doré і Hermèssence Muguet Porcelaine.
У 2018 році Ж.-К. Еллена працював з House of Houbigant, щоб відтворити Essence Rare, аромат, який він вперше створив у 1973 році як молодий парфумер в Нью-Йорку.
Також Ж.-К. Еллена повернувся до створення парфумів для Editions de Parfum Frederic Malle: його останню роботу «Rose & Cuir» представили у вересні 2019 року. Також він став ольфакторним директором бренду Le Couvent des Minimes.
У 2019 році Ж.-К. Еллена розпочав постійну співпрацю з брендом Perris Monte Carlo, для якого він створив Collection de Grasse , ексклюзивну колекцію ароматів, що віддає данину історії та унікальній майстерності парфумерного мистецтва Пеї-де-Грас.

Починаючи з 2019 року Жан-Клод Еллена став ексклюзивним директором зі створення  парфумів для Le Couvent - Maison de Parfum. Він створив для Le Couvent (і разом із ними) сучасну Високу парфумерію (Haute Parfumerie), багату й унікальну, розкішну й доступну, виготовлену з благородних і рідкісних природних матеріалів, на 100% веганську: 
« Створити унікальну Haute Parfumerie, доступну для всіх, працюючи з прекрасними матеріалами та благородними есенціями, ось що спокусило мене в Couvent. Це бачення надзвичайного парфуму, яке ми поділяємо. Новий підхід, відмінний від того, що ми зазвичай знаходимо . » Ж.-К. Еллена

## Особисте життя
Батько, брат і донька Ж.-К. Еленна Селін також є парфумерами . Сам Ж.-К. Еллена, відомий своїми фірмовими білими сорочками, ніколи не користується парфумами чи одеколоном. Його донька Селін розробила колекцію ароматів для дому Hermès Home.

## Визначні роботи

### Для Hermes
- Колекція Hermèssence (ексклюзивно в магазинах Hermès):
  - Rose Ikebana (2004)
  - Osmanthe Yunnan (2005)
  - Brin de Réglisse (2007)
  - Vétiver Tonka (2004)
  - Vanille Galante (2009)
  - Paprika Brasil (2006)
  - Santal Massoïa (2011)
  - Ambre Narguilé (2004)
  - Iris Ukiyoé (2010)
  - Poivre Samarcande (2006)
  - Épice Marine (2013)
  - Cuir d’Ange (2014)
  - Muguet Porcelaine (2016)

- Rocabar (1998), з Жилем Роме та Бернаром Буржуа
- Un Jardin en Méditerranée (2003)
- Un Jardin sur le Nil (2005)
- Elixir des Merveilles (2006)
- Terre d'Hermès (2006)
- Kelly Calèche (2007)
- Un Jardin après la Mousson (2008)
- Kelly Calèche Parfum (2008)
- Kelly Calèche Eau de Parfum (2009)
- Eau de Gentiane Blanche (2009)
- Eau de Pamplemousse Rose (2009)
- Eau Claire des Merveilles (2010)
- Voyage d'Hermès (2010)
- Un Jardin sur le Toit (2011)
- Voyage d'Hermes Perfume (2012)
- Jour d'Hermes (2012)
- L’Ambre des Merveilles (2012)
- Bel Ami Vetiver (2013)
- Jour d'Hermes Extrait de Parfum (2013)
- Jour d'Hermes Absolue (2014)
- Le Jardin de Monsieur Li (2015)
- Eau de Neroli Dore (2016)

### Для Le Couvent-Maison de Parfum
Collection les Parfums Signature
- Mimosa (2021)
- Tuberosa (2021)
- Ambra (2021)
- Vetivera (2022)

Collection Les Eaux de Parfum Singulieres, en tant que Directeur de Création Olfactive
- Nubica (2019)
- Lysandra (2019)
- Hattaï (2019)
- Saïga (2019)
- Heliaca (2019)
- Theria (2021)

- Agapi (2022)

Collection Les Eaux de Parfum Remarquables, en tant que Directeur de Création Olfactive
- Tinhare (2019)
- Kythnos (2019)
- Palmarola (2019)
- Anori (2019)
- Solano (2019)

Collection les Colognes Botaniques, en tant que Directeur de Création Olfactive
- Aqua Majestae (2019)

- Aqua Imperi (2019)
- Aqua Nymphae (2019)
- Aqua Millefolia (2020)
- Aqua Amantia (2020)
- Aqua Mahana (2022)

### Для Bulgari
- Eau Parfumée au Thé Vert (1992)
- Eau Parfumée au Thé Vert Extreme (1996)

### Для Frédéric Malle
- Angéliques sous la Pluie (2000)
- Cologne Bigarade (2001)
- Bigarade Concentrée (2002)
- L'Eau d'Hiver (2003)
- Rose & Cuir (2019)

### Для L'Artisan Parfumeur
- L'Eau d'Ambre (1978)
- La Haie Fleurie du Hameau (1982)
- Ambre Extrême (2001)
- Bois Farine (2003)

### Для Van Cleef & Arpels
- First (1976)
- Miss Arpels (1994)

### Для The Different Company
- Bois d’Iris (2000)
- Osmanthus (2001)
- Rose Poivrée (2001)
- Bergamote (formerly Divine Bergamote) (2003)

### Для Perris Monte Carlo
- Rose de Mai (2019)
- Jasmin de Pays (2019)
- Mimosa Tanneron (2020)
- Lavande Romaine (2020)

### Інші
- Essence Rare (1973 і 2018), для Houbigant
- Eau de Campagne (1974), для Sisley
- Rumba (1988), з Роном Віннеградом, для Balenciaga
- Globe (1990), для Rochas
- Déclaration (1998), для Cartier
- In Love Again (1998) для Yves Saint-Laurent
- Aromatic (1999), для Decléor
- Bazar Femme (2002), з Бертраном Дюшофуром і Емілі Копперман, для Крістіана Лакруа
- Blanc (2003), для Paul & Joe
- Colonia Assoluta (2003), з Бертраном Дюшофуром, для Acqua di Parma
- Emporio Armani Night for Her (2003), з Лукасом Сьєзаком, для Джорджіо Армані
- Eau de Lalique, з Емілі Копперман, для Lalique
- Amouage Dia pour Femme, для Amouage

## Зовнішні посилання
- The Different Company
- Chandler Burr, Scent of the Nile: Jean-Claude Ellena creates a new perfume, New Yorker, 15 березня 2005 р.
- Amouage Perumes
- Le Couvent-Maison de Parfum